# Songs About Girls
Songs About Girls é o terceiro álbum de estúdio a solo de will.i.am, membro do Black Eyed Peas, lançado a 25 de Setembro de 2007.
O primeiro single lançado do álbum foi "I Got It From My Mama" que estreou na Billboard Hot 100 na posição #93 em 17 de Agosto de 2007.

## Antecedentes
O álbum foi descrito por will.i.am como semiautobiográfico, em uma entrevista para a Billboard:
| “ | Todas as canções podem contar uma história de se apaixonar, cair fora do amor, tentar voltar para o amor, amor sendo destruído e destruir o amor e, em seguida, começando uma nova relação. Essa viagem é o que faz este projeto ser original. | ” |

O álbum é parcialmente baseado em um relacionamento de sete anos que will.i.am teve, experiências, infidelidades e o rompimento dessa relação. Segundo ele disse para o MySpace TV, ele considera "Songs About Girls" seu álbum de estreia.

## Colaborações
will.i.am revelou para a MTV canadense que o ábum contém parecerias com: Slick Rick, Ice Cube, Q-Tip, Common, Snoop Dogg, Too Short, Busta Rhymes e Ludacris.
Infelizmente, a única colaboração que teve o corte final foi a de Snoop Dogg.  Katerina Graham canta nas músicas "I Got It from My Mama", "One More Chance" e "The Donque Song", mas não é creditada. Cheryl Cole também fazer backing vocal para a versão do single de "Heartbreaker". will.i.am também gravou uma canção com o cantor de R&B Justin Timberlake em uma canção chamada "Going Crazy" - embora a música não fez parte do corte final.

## Faixas
O iTunes do Reino Unido possui uma lista de 18 faixas do álbum para pré-compra e a mesma está no site oficial de will.i.am.
| N.º            | Título                   | Produtores                 | Duração |  |
| 1.             | "Over"                   | will.i.am                  | 4:00    |  |
| 2.             | "Heartbreaker"           | will.i.am                  | 5:27    |  |
| 3.             | "I Got It From My Mama"  | will.i.am                  | 4:01    |  |
| 4.             | "She's A Star"           | Polow da Don               | 3:47    |  |
| 5.             | "Get Your Money"         | will.i.am                  | 5:24    |  |
| 6.             | "The Donque Song"        | Fernando Garibay           | 4:29    |  |
| 7.             | "Impatient"              | will.i.am                  | 4:17    |  |
| 8.             | "One More Chance"        | Fernando Garibay           | 4:24    |  |
| 9.             | "Invisible"              | will.iam, Paper Boy        | 3:56    |  |
| 10.            | "Fantastic"              | will.i.am                  | 3:25    |  |
| 11.            | "Fly Girl"               | will.i.am, Michael Jackson | 4:46    |  |
| 12.            | "Dynamite Interlude"     | will.i.am                  | 1:19    |  |
| 13.            | "Ain't It Pretty"        | Polow da Don               | 4:35    |  |
| 14.            | "Make It Funky"          | will.i.am                  | 3:59    |  |
| 15.            | "S.O.S (Mother Nature)"  | will.i.am                  | 4:17    |  |
| 16.            | "Spending Money"         | will.i.am                  | 3:08    |  |
| 17.            | "Mamma Mia"              | will.i.am                  | 2:53    |  |
| 18.            | "Damn Damn Damn"         |                            |         |  |
| 19.            | "Will.i.am X Superblack" |                            |         |  |
| Duração total: | Duração total:           | Duração total:             | 4:29    |  |

### Samples
- "Over" contém samples de "It's Over" de Electric Light Orchestra aka ELO
- "I Got It from My Mama" contém samples de "Don Quixiotte" por Magazine 60
- "Get Your Money" contém samples de "Body Language" by M.A.N.D.Y. & Booka Shade
- "Fantastic" contém samples de "I Want You Back" de The Jackson 5
- "S.O.S. (Mother Nature)" samples "50 Ways to Leave Your Lover" de Paul Simon
- "Mama Mia" contém samples de "What'd I Say" de Ray Charles

## Posições
| Posições (2007)             | Melhor posição |
| --------------------------- | -------------- |
| Austrália ARIA Albums Chart | 58             |
| France Albums Chart         | 89             |
| Switzerland Albums Chart    | 27             |
| Russian Chart               | 7              |
| UK Albums Chart             | 68             |
| U.S. Billboard 200          | 38             |